# Graach an der Mosel
Graach an der Mosel é um município da Alemanha, localizado no distrito Bernkastel-Wittlich,  no estado de Renânia-Palatinado.